# Albinówka (Białoruś)
Albinówka (biał. Альбе́наўка; ros. Альбеновка) – chutor na Białorusi, w obwodzie witebskim, w rejonie brasławskim, w sielsowiecie Dalekie.

## Historia
W czasach zaborów w granicach Imperium Rosyjskiego.
W latach 1921–1939 ówczesna wieś leżała w Polsce, w województwie nowogródzkim (od 1926 w województwie wileńskim), w powiecie dziśnieńskim (od 1926 w powiecie brasławskim), w gminie Bohiń.
Według Powszechnego Spisu Ludności z 1921 roku zamieszkiwało tu 68 osób, 19 były wyznania rzymskokatolickiego a 49 prawosławnego. Jednocześnie 19 mieszkańców  zadeklarowało polską przynależność narodową a 49 białoruską. Było tu 12 budynków mieszkalnych. W 1931 w 13 domach zamieszkiwało 79 osób.
Miejscowość należała do parafii prawosławnej w Zamoszach i rzymskokatolickiej w Dalekim. W 1933 podlegała pod Sąd Grodzki w Opsie i Okręgowy w Wilnie; właściwy urząd pocztowy mieścił się w m. Bohiń.